# قراقوتشان
قراقوتشان ((بالتركية العثمانية: تپه)، (بالأرمنية: Օխու)) هي بلدة وقضاء في محافظة إلازيغ بمنطقة الأناضول الشرقية، تركيا. العمدة هو برهان كوجامان (حزب السلام والديمقراطية). يبلغ عدد السكان 13,279.

## روابط خارجية
- Karakoçan Haberleri نسخة محفوظة 13 مايو 2007 على موقع واي باك مشين. (بالتركية)